# Tyran à triple bandeau
Conopias trivirgatus
Espèce
Synonymes
Conopias trivirgata,
Statut de conservation UICN

 LC  : Préoccupation mineure
Le Tyran à triple bandeau (Conopias trivirgatus), aussi appelé Tyran triple-bandeau, est une espèce de passereau de la famille des Tyrannidae.

## Sous-espèces
Cet oiseau est représenté par deux sous-espèces :
- Conopias trivirgatus trivirgatus (zu Wied-Neuwied, 1831) : du sud-est du Brésil (du sud-est de l'État de Bahia à celui de Paraná) à l'est du Paraguay et au nord-est de l'Argentine ;
- Conopias trivirgatus berlepschi E. Snethlage, 1914 : du sud du Venezuela (État de Bolívar) au nord-est du Pérou et au sud de l'Amazonie brésilienne[1],[2].

## Habitat
Cet oiseau vit dans les forêts humides de plaine et dans les forêts de varzea.